# Constantino X Ducas
Constantino X Ducas (en griego: Κωνσταντῖνος Δούκας, romanizado: Kōnstantinos Doukas, c. 1006 - mayo de 1067) fue emperador del Imperio bizantino entre 1059 y 1067. Fue nombrado sucesor por Isaac Comneno, antes de retirarse a un monasterio, gracias al consejo de Miguel Psello.
Constantino estaba casado con Eudoxia Macrembolita, sobrina de Miguel I Cerulario. Tanto Eudoxia como Miguel Psello fueron figuras muy poderosas durante su reinado. Valedor de la aristocracia civil de Constantinopla, fue bastante impopular. Limitó considerablemente la financiación del ejército, lo que se tradujo en importantes pérdidas territoriales. Durante su reinado, se perdieron casi todas las posesiones bizantinas en Italia (a excepción de un exiguo territorio alrededor de Bari) a manos del normando Roberto Guiscardo; también se produjeron las invasiones de los selyúcidas, guiados por Alp Arslan, quienes conquistaron Armenia y Capadocia. Constantino, que ya era anciano cuando accedió al poder, murió en 1067.